# Elecciones provinciales de La Pampa de 1995
Las Elecciones generales de La Pampa de 1995 se realizaron el 14 de mayo para elegir gobernador, vicegobernador y 26 diputados provinciales. El resultado estableció que el peronista Rubén Marín fuera reelecto gobernador.

## Reglas electorales
- Gobernador y vicegobernador electos por mayoría simple.
- 21 diputados, la totalidad de los miembros de la Cámara de Diputados Provincial. Electos por toda la provincia por sistema d'Hondt con un piso electoral de 3%.

## Elecciones generales

### Gobernador y vicegobernador
| Fórmula               | Fórmula               | Partido               | Partido                                       | Votos   | %     |
| Gobernador            | Vicegobernador        | Partido               | Partido                                       | Votos   | %     |
| --------------------- | --------------------- | --------------------- | --------------------------------------------- | ------- | ----- |
| Rubén Marín           | Manuel Justo Baladrón |                       | Partido Justicialista                         | 84.651  | 54,23 |
|                       |                       |                       | Unión Cívica Radical                          | 34.840  | 22,32 |
|                       |                       |                       | Frente de la Gente                            | 19.702  | 12,62 |
|                       |                       |                       | Frente País Solidario                         | 7.293   | 4,67  |
|                       |                       |                       | Convocatoria Independiente                    | 4.869   | 3,12  |
|                       |                       |                       | Movimiento por la Dignidad y la Independencia | 1.918   | 1,23  |
|                       |                       |                       | Frente Grande (PI - Pueblo Unido)             | 1.889   | 1,21  |
|                       |                       |                       | Frente de la Justicia Social                  | 942     | 0,60  |
| Votos positivos       | Votos positivos       | Votos positivos       | Votos positivos                               | 156.104 | 94,10 |
| Votos en blanco       | Votos en blanco       | Votos en blanco       | Votos en blanco                               | 8.969   | 5,41  |
| Votos nulos           | Votos nulos           | Votos nulos           | Votos nulos                                   | 816     | 0,49  |
| Participación         | Participación         | Participación         | Participación                                 | 165.889 | 87,89 |
| Electores registrados | Electores registrados | Electores registrados | Electores registrados                         | 188.751 | 100   |
| Fuente:               |                       |                       |                                               |         |       |

### Cámara de Diputados
| Partido               | Partido                                       | Votos   | %     | Bancas | Electos |
| --------------------- | --------------------------------------------- | ------- | ----- | ------ | --- |
|                       | Partido Justicialista                         | 78.004  | 51,41 | 15/26  | Ver electos: - Luis Alberto Galcerán - Santiago Raúl Giuliano - Silvia Ester Gallego de Soto - Telmo Gaudino - Darío Omar Hernández - Gladys Amelia Russell - César Horacio Ballari - Jorge Enrique Iglesia - Stella Maris Gola - Jorge Félix Tebes - José Carlos Pérez - Cristina Griselda Maisonnave - Alfredo José Ordóñez - Orlando Juan Muñoz - Rosa Elena Zapata |
|                       | Unión Cívica Radical                          | 37.147  | 24,48 | 7/26   | Ver electos: - César Ángel José Norverto - Elsa Gladys Pérez - Roberto Ignacio Reinoso - Jorge Oscar García - Leopoldo Carlos Bonaveri - Ramona Adelina Cabal - José Luis Orozco |
|                       | Frente de la Gente                            | 19.393  | 12,78 | 3/26   | Ver electos: - Pablo Damián Hernández - Emilse Montenegro - Oscar Alberto Santamarina |
|                       | Frente País Solidario                         | 7.146   | 4,71  | 1/26   | - Juan Sansón |
|                       | Convocatoria Independiente                    | 5.082   | 3,35  |        | |
|                       | Movimiento por la Dignidad y la Independencia | 1.980   | 1,31  |        | |
|                       | Frente Grande (PI - Pueblo Unido)             | 1.964   | 1,29  |        | |
|                       | Frente de la Justicia Social                  | 1.005   | 0,66  |        | |
| Votos positivos       | Votos positivos                               | 151.721 | 91,46 |        | |
| Votos en blanco       | Votos en blanco                               | 13.412  | 8,08  |        | |
| Votos nulos           | Votos nulos                                   | 757     | 0,46  |        | |
| Participación         | Participación                                 | 165.890 | 87.89 |        | |
| Electores registrados | Electores registrados                         | 188.751 | 100   |        | |
| Fuente:               |                                               |         |       |        | |